# 扎姆鄉 (胡內多阿拉縣)

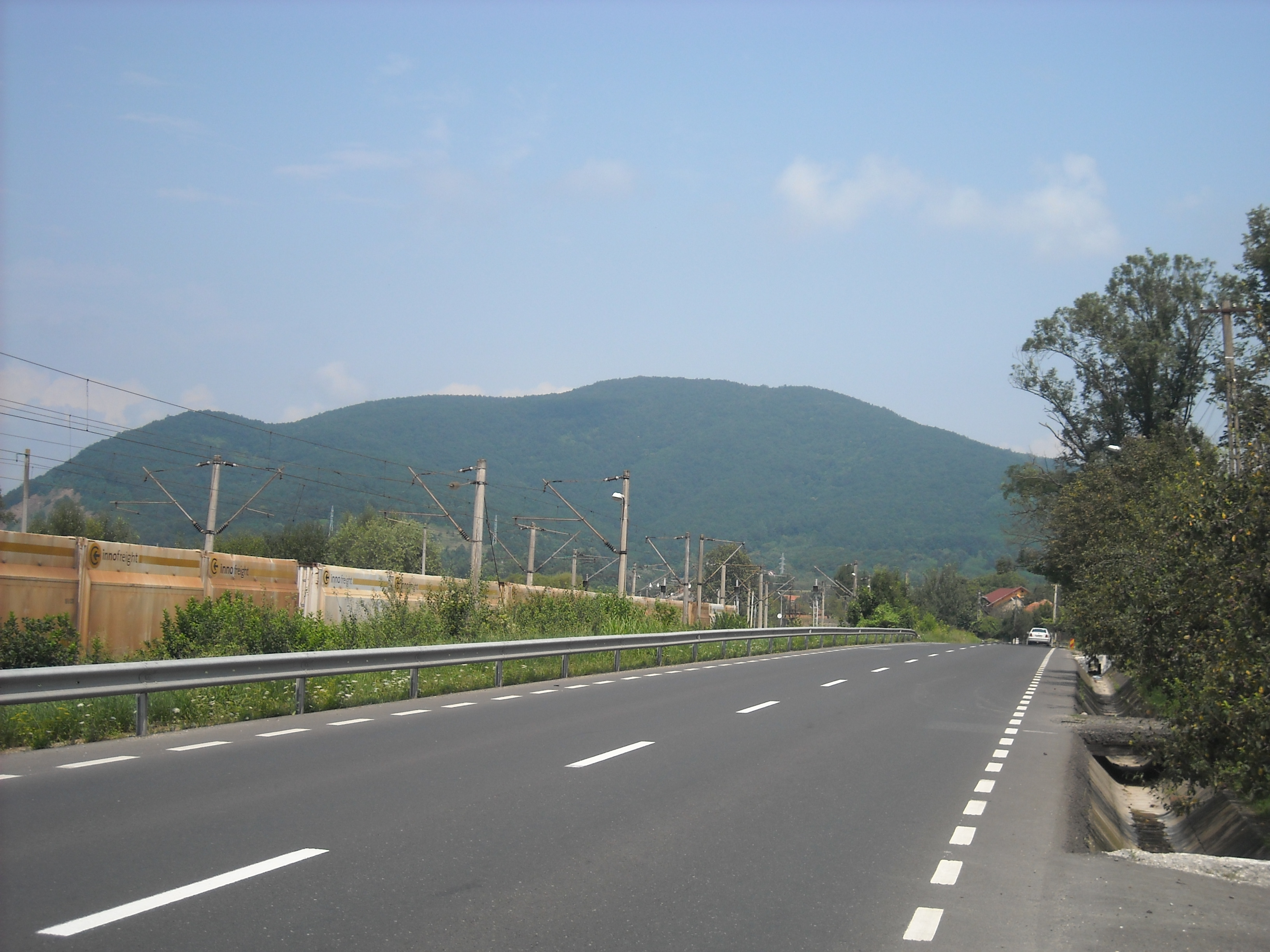

46°00′N 22°24′E / 46°N 22.4°E
扎姆鄉（羅馬尼亞語：Comuna Zam, Hunedoara），是羅馬尼亞的鄉份，位於該國西部，由胡內多阿拉縣負責管轄，面積162平方公里，海拔高度498米，2007年人口1,787，人口密度每平方公里11人。